# Bostrychia (Animalia)
Bostrychia (Afrički ibisi) je rod u porodici ptica Threskiornithidae, potporodica Threshkiornithinae (Ibisi).
Rod sadrži sljedećih 5 vrsta:
| Slika | Znanstveni naziv       | Ime             | Područje rasprostranjenosti |
| ----- | ---------------------- | --------------- | --- |
|       | Bostrychia carunculata | Resasti ibis    | Etiopija |
|       | Bostrychia hagedash    | Hagedaš         | Sudan, Burundi, Etiopija, Senegal, Uganda, Tanzanija, Gabon, Demokratska Republika Kongo, Kamerun, Gambija, Kenija, Somalija, Lesoto, Esvatini, Bocvana, Mozambik, Zimbabve i JAR. |
|       | Bostrychia olivacea    | Maslinasti ibis | Kamerun, DR Kongo, Republika Kongo, Obala Bjelokosti, Gabon, Gana, Kenija, Liberija, Nigerija, Sijera Leone, Zair, Tanzanija i Sveti Toma i Princip                                |
|       | Bostrychia bocagei     | São Tomé ibis   | Sveti Toma i Princip |
|       | Bostrychia rara        |                 | Angola, Kamerun, JAR, Republika Kongo, DR Kongo, Obala Bjelokosti, Ekvatorijalna Gvineja Gabon, Gana, Gvineja, Liberija, Nigerija, Sijera Leone i Uganda                           |

## Vanjske poveznice
- Afrički ibisi

### Ostali projekti
|  | Zajednički poslužitelj ima još gradiva o temi Bostrychia |
|  | Wikivrste imaju podatke o taksonu Bostrychia             |